# King's College, Cambridge
El King's College és un dels colleges de la Universitat de Cambridge a Cambridge, Anglaterra. Formalment el seu nom és The King's College of Our Lady and Saint Nicholas in Cambridge, aquest college es troba a la riba del riu Cam i mira cap King's Parade al centre de la ciutat.
Es va fundar l'any 1441 pel rei Henry VI d'Anglaterra poc després que ell va fundar el college germà d'Eton. Tanamateix els plans del rei pel college King van ser interromputs per la Guerra de les Roses i l'escassedat econòmica resultant. Pocs progressos es van fer en aquest projecte fins a l'any 1508 quan el rei Henry VII s'hi va ocupar per raons d'aconseguir legitimitat política. L'edifici de la capella del college s'inicià el 1446 i es va acabar el 1544 durant el regnat d'Enric VIII.
La capella del King's College és un gran exemple de l'estil gòtic tardà anglès.
El King's College té les seves pròpies associacions d'estudiants tant per undergraduates (King's College Student Union or KCSU) com pel graduates (King's College Graduate Society or KCGS). Els estudiants d'aquest college tenen reputació d'activitat política radical des de la dècada de 1960 i sovint el College és escenari de manifestacions i vagues.

## Premis Nobel
N'hi ha sis:
- Patrick Blackett, membre del King's, va rebre el Premi Nobel de Física el 1948.[1][2]
- Frederick Sanger, el de Química el 1958.[3] Sanger va rebre un segon Premi Nobel de química el 1980 junt amb Walter Gilbert.[4]
- Philip Noel-Baker amb el premi Nobel de la Pau el 1959.[2][5]
- Patrick White va rebre el de literatura el 1973.[2][6]
- Richard Stone, el de ciències econòmiques el 1984.[2][7]
- Sydney Brenner el d isiologia o medicina el 2002 junt amb H. Robert Horvitz i John E. Sulston.[2][8]